# Costa Serena
Costa Serena er et krydstogtskib i Concordia-klassen fra det Italienske krydstogtselskab, Costa Crociere. Navnet Serena er inspireret af klassiske legender. Jupiter, Apollon, Bacchus, Klio, og skal symbolisere fred og sindsro. 
Ved dets indvielse i midten af 2007 har det været selskabets flagskib indtil Costa Pacifica (2009) og sidenhen Costa Favolosa (2011) blev søsat. Skibet blev bygget af Fincantieri i Sestri Ponente. Siden skibet blev søsat i 2007 er der kommet flere nye skibe til Costa flåden, men Costa Serena er stadig med sine 289 meters længde lige så stort som de andre og nyere skibe hos Costa. Skibets gudmor er Marion Cotillard. 

## Fakta om skibet
- 1.500 kahytter hvoraf 87 af dem har direkte adgang til Samsara Spa området som er en stor wellness-afdeling på 6.000 m2.
- 5 restauranter på skibet hvor to af dem (Club Bacco og Samsara Resturant) koster ekstra at spise ved. Skibets to største restauranter er Ristorante Roma og Ristorante Milano som begge er indrettet i italiensk stil og spænder over to etager.
- 13 barer hvor Cognac & Cigar Bar og Coffee & Chocolate Bar er meget besøgte.
- 5 Jacuzzis, og 4 svømmebassiner hvor to af dem kan tildækkes med et kæmpe rullende tag.
- 3 etagers teater, kasino og diskotek.
- Formel 1 simulator og 4D biograf.
- Område med spillemaskiner.

## Dokumentar
I 2009 var Costa Serena og dets besætning med i en seks-episodes dokumentarserie på National Geographic Channel med navnet "Cruise Ship Diaries". 

## Eksterne links
- Costa Crociere official website